# 甘氨酸镁
甘氨酸镁是镁的甘氨酸盐，化学式为C4H8MgN2O4。可由金属镁和甘氨酸反应得到。硝酸镁和甘氨酸在液氨中反应也能得到产物。甘氨酸镁可以用作营养补充剂或用于饲料。

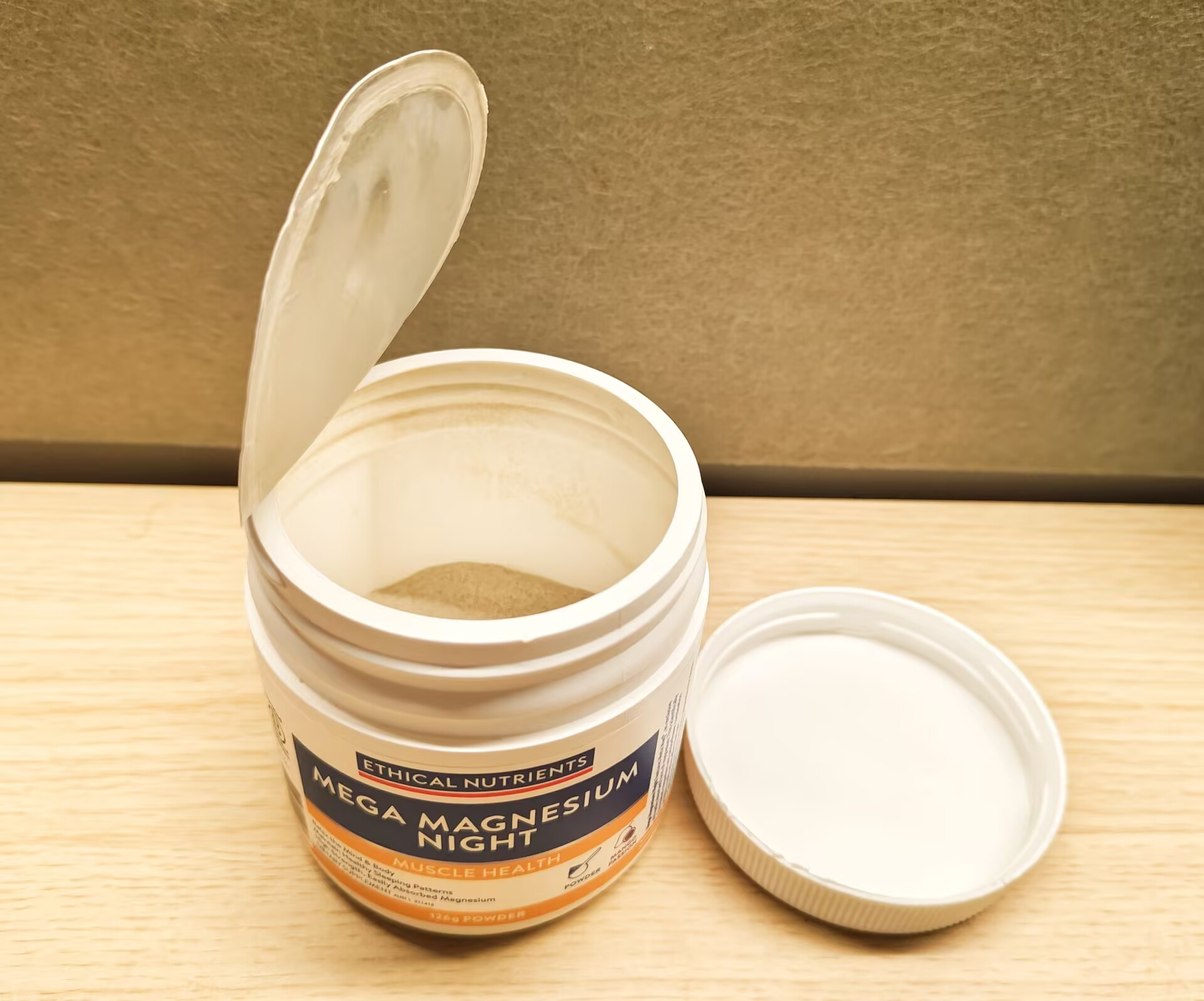
一款在澳大利亚销售的助眠镁补充剂，含有甘氨酸镁、甘氨酸和粉色西番莲提取物